# Uzbekistans islamiska rörelse
Uzbekistans Islamiska Rörelse, "Islamic Movement of Uzbekistan" (IMU) är en förbjuden uzbekisk islamistgrupp, grundad 1998 av den förre sovjetiske fallskärmsjägaren Dzjuma Namangani och ideologen Tahir Juldasjev. Gruppen har anklagats för narkotikasmuggling och nära kopplingar till al-Qaida.
IMU:s främsta mål var inledningsvis att störta president Islam Karimov, vars hårda framfart mot alla oppositionella fick många IMU-anhängare att fly till Afghanistan och Pakistan varifrån man genomfört väpnade räder i Ferganadalen.

Efter hand växte dock IMU:s ambitioner till att skapa en islamistisk stat, omfattande 
Östturkestan och de delar av Centralasien som tidigare ingick i Sovjetunionen.
Sedan 1999 har IMU genomfört en rad väpnade attentat och kidnappningar i Centralasien.
IMU:s styrka tros ha minskat betydligt efter Afghanistankriget 2001, då bland andra Namangani dödades. Hundratals IMU-anhängare är dock fortfarande aktiva (ofta i samarbete med talibanerna och al-Qaida) i gränstrakterna mellan Pakistan och Afghanistan.
Efter Namanganis död tog Tahir Juldasjev över ledningen av IMU. Juldasjev, som var dömd till döden i sin frånvaro, gömde sig i en avlägsen del av Pakistan, fram till mars 2004 då den pakistanska armén genomförde en storoffensiv nära gränsen mot Afghanistan. Juldasjev skadades men lyckades fly och i juli samma år tog han på sig ansvaret för tre bombdåd i närheten av de amerikanska och israeliska ambassaderna i Tasjkent. 
I Södra Waziristan stred IMU sedan 2007 mot pakistanska klankrigare.

Det som utlöste dessa strider var att den förre talibanledaren mulla Nazir beordrade avväpning av IMU.
Den 27 augusti ska Juldasjev ha skadats i en amerikansk robotattack mot detta bergsområde.
En av hans påstådda livvakter hävdar att Juldasjev omkom några dagar efteråt och efterträtts som IMU-ledare av Abdur Rehman. Detta har bekräftats av anonyma pakistanska underrättelsekällor men dementeras av Juldasjevs anhängare. 